# Руанда на Светском првенству у атлетици на отвореном 2005.
Руанда је учествовала на 10. Светском првенству у атлетици на отвореном 2005. одржаном у Хелсинкију од 6. до 14. августа десети пут, односно учествовала је на свим првенствима до данас. Репрезентацију Руанде су представљала два атлетичара (1 мушкарац и 1 жена) који су се такмичили у две дисциплине (1 мушка и 1 женска).
На овом првенству атлетичари Руанде нису освојили ниједну медаљу али је оборен један лични рекорд.

## Учесници
| Мушкарци: - Dieudonné Disi — 10.000 м | Жене: - Епифани Нирабараме — Маратон |

## Резултати

### Мушкарци
| Атлетичар      | Дисциплина | Лични рекорд | Квалификације | Квалификације | Полуфинале | Полуфинале | Финале      | Финале       | Детаљи         |
| Атлетичар      | Дисциплина | Лични рекорд | Резултат      | Место         | Резултат   | Место      | Резултат    | Место        | Детаљи         |
| -------------- | ---------- | ------------ | ------------- | ------------- | ---------- | ---------- | ----------- | ------------ | -------------- |
| Dieudonné Disi | 10.000 м   | 28:01,34     |               |               |            |            | 27:53,51 ЛР | 17 / 22 (23) | [ мртва веза ] |

### Жене
| Атлетичарка        | Дисциплина | Лични рекорд | Финале   | Финале       | Детаљи |
| Атлетичарка        | Дисциплина | Лични рекорд | Резултат | Место        | Детаљи |
| ------------------ | ---------- | ------------ | -------- | ------------ | ------ |
| Епифани Нирабараме | Маратон    | 2:44:45      | 2:52:11  | 46 / 51 (59) |        |